# Lars Edvard Phragmén
Lars Edvard Phragmén   (Örebro, 2 de setembre de 1863 - Estocolm, 14 de març de 1937) va ser un matemàtic suec que va ser secretari editorial de la revista Acta Mathematica.

## Vida i obra
Phragmén era fill d'un rofessor de matemàtiques de l'institut d'Örebro, uns 200 quilòmetres a l'oest d'Estocolm. El 1882 va ingressar a la universitat d'Uppsala, però l'any següent es va traslladar a la d'Estocolm, on va ser deixeble de Gösta Mittag-Leffler qui va descobrir en ell un gran potencial, confiant-li el 1888 el càrrec de secretaria d'edició de la seva revista Acta Mathematica. L'any següent, va fer una important aportació en descobrir un greu error que hi havia en un article d'Henri Poincaré sobre el problema dels tres cossos.
A partir de la mort de Sófia Kovalévskaia (1891), va ocupar el seu lloc de professor de matemàtiques a la universitat d'Estocolm, però el 1904 va deixar la docència per incorporar-se al negoci de les assegurances. De 1904 a 1908 va ser director de la inspecció estatal d'assegurances i, a partir de 1908, va ser president d'una important companyia d'assegurances sueca. També va ser president de la societat sueca d'actuaris.
Les seves aportacions més importants rauen en l'anàlisi complexa i és recordat, sobre tot, pel Principi de Phragmén-Lindêlöf per demostrar els límits d'una funció holomorfa. Phragmén també es va interessar per la matemàtica actuarial i per l'assignació eficient dels vots a diferents candidatures electorals.